# Рышков, Сергей Сергеевич
Серге́й Серге́евич Рышков (1 августа 1930, Симферополь — 6 апреля 2006, Москва) — советский и российский математик-геометр, доктор физико-математических наук.

## Биография
В 1953 году окончил с отличием механико-математический факультет МГУ. Ученик П. С. Александрова.
С 1961 года и до конца жизни работал в Математическом институте им. В. А. Стеклова, в отделе геометрии. Организатором и первым руководителем отдела был Б. Н. Делоне.
Преподавал в текстильном институте, в МФТИ, с 1984 года — профессор мехмата МГУ.
Среди его учеников три доктора и более десяти кандидатов наук.
Награждён медалями «Ветеран труда» (1987), «В память 850-летия Москвы» (1997).

## Научная деятельность
Опубликовал свыше 140 научных работ.
Основные работы относятся к теории точечных решёток или, в терминологии Б. Н. Делоне, к геометрии положительных квадратичных форм, где он продолжал исследования, начатые А. Н. Коркиным, Е. И. Золотарёвым, Г. Ф. Вороным. Эта проблематика восходит к кристаллографии; также она связана через задачу о плотнейшей упаковке шаров с таким разделом дискретной математики как теория кодирования.
Построил геометрический алгоритм отыскания максимальных групп целочисленных n×n матриц.
Исследования по теории параллелоэдров — выпуклых многогранников, параллельными копиями которых можно без налеганий замостить евклидово пространство заданной размерности. Совместно с Е. П. Барановским перечислил пятимерные примитивные параллелоэдры. Решил задачу о редчайшем решётчатом покрытии n-мерного евклидова пространства одинаковыми шарами при n = 4 (совместно с Б. Н. Делоне), и при n = 5 (совместно с Е. П. Барановским).